# Thysanoprymna morio
Thysanoprymna morio är en fjärilsart som beskrevs av Adalbert Seitz 1920. Thysanoprymna morio ingår i släktet Thysanoprymna och familjen björnspinnare. Inga underarter finns listade i Catalogue of Life.